# 福特LTD维多利亚皇冠
福特LTD維多利亞皇冠（英語：Ford Crown Victoria），是福特汽車公司自1983年到1991年，基於福特豹平台生產的一款後輪驅動中大型車。後繼車型命名為福特維多利亞皇冠。

## 外部連結
- 有限公司世界 （页面存档备份，存于）
- 在電影汽車資料庫的福特LTD維多利亞皇冠 （页面存档备份，存于）